# Serie A (Italia) 1988-89
La Serie A 1988–89 fue la 87.ª edición del campeonato de fútbol de más alto nivel en Italia y la 57.ª bajo el formato de grupo único. Inter de Milán ganó su 13° scudetto.

## Equipos participantes
| Equipo         | Ciudad        | Estadio               |
| -------------- | ------------- | --------------------- |
| Ascoli         | Ascoli Piceno | Cino e Lillo Del Duca |
| Atalanta       | Bérgamo       | Comunale de Bérgamo   |
| Bologna        | Bolonia       | Renato Dall'Ara       |
| Cesena         | Cesena        | Dino Manuzzi          |
| Como           | Como          | Giuseppe Sinigaglia   |
| Fiorentina     | Florencia     | Comunale de Florencia |
| Internazionale | Milán         | Giuseppe Meazza       |
| Juventus       | Turín         | Comunale de Turín     |
| Lazio          | Roma          | Olímpico de Roma      |
| Lecce          | Lecce         | Via del Mare          |
| Milan          | Milán         | San Siro              |
| Napoli         | Nápoles       | San Paolo             |
| Pescara        | Pescara       | Adriatico             |
| Pisa           | Pisa          | Arena Garibaldi       |
| Roma           | Roma          | Olímpico de Roma      |
| Sampdoria      | Génova        | Luigi Ferraris        |
| Torino         | Turín         | Comunale de Turín     |
| Verona         | Verona        | Marcantonio Bentegodi |

## Clasificación
| Pos. | Equipo             | Pts. | PJ | G  | E  | P  | GF | GC | Dif. | Clasificación                                |
| ---- | ------------------ | ---- | -- | -- | -- | -- | -- | -- | ---- | -------------------------------------------- |
| 1    | Internazionale (C) | 58   | 34 | 26 | 6  | 2  | 67 | 19 | +48  | Clasificado a la Copa de Campeones de Europa |
| 2    | Napoli             | 47   | 34 | 18 | 11 | 5  | 57 | 28 | +29  | Clasificado a la Copa de la UEFA             |
| 3    | Milan              | 46   | 34 | 16 | 14 | 4  | 61 | 25 | +36  | Clasificado a la Copa de Campeones de Europa |
| 4    | Juventus           | 43   | 34 | 15 | 13 | 6  | 51 | 36 | +15  | Clasificado a la Copa de la UEFA             |
| 5    | Sampdoria          | 39   | 34 | 14 | 11 | 9  | 43 | 25 | +18  | Clasificado a la Recopa de Europa            |
| 6    | Atalanta           | 36   | 34 | 11 | 14 | 9  | 37 | 32 | +5   | Clasificado a la Copa de la UEFA             |
| 7    | Fiorentina         | 34   | 34 | 12 | 10 | 12 | 44 | 43 | +1   | Clasificado a la Copa de la UEFA             |
| 8    | Roma               | 34   | 34 | 11 | 12 | 11 | 33 | 40 | −7   |                                              |
| 9    | Lecce              | 31   | 34 | 8  | 15 | 11 | 25 | 35 | −10  |                                              |
| 10   | Lazio              | 29   | 44 | 5  | 19 | 20 | 23 | 32 | −9   |                                              |
| 11   | Verona             | 29   | 34 | 5  | 19 | 10 | 18 | 27 | −9   |                                              |
| 12   | Ascoli             | 29   | 34 | 9  | 11 | 14 | 30 | 41 | −11  |                                              |
| 13   | Cesena             | 29   | 34 | 8  | 13 | 13 | 24 | 39 | −15  |                                              |
| 14   | Bologna            | 29   | 34 | 8  | 13 | 13 | 26 | 43 | −17  |                                              |
| 15   | Torino (D)         | 27   | 34 | 8  | 11 | 15 | 37 | 49 | −12  | Descenso a Serie B                           |
| 16   | Pescara (D)        | 27   | 34 | 5  | 17 | 12 | 28 | 43 | −15  | Descenso a Serie B                           |
| 17   | Pisa (D)           | 23   | 34 | 6  | 11 | 17 | 17 | 39 | −22  | Descenso a Serie B                           |
| 18   | Como (D)           | 22   | 34 | 6  | 10 | 18 | 24 | 49 | −25  | Descenso a Serie B                           |

 Fuente: BDFutbol
Notas:
1. ↑  El Milan obtuvo la plaza a la Copa de Campeones de Europa por ser el campeón defensor.
2. 1 2  Fiorentina y Roma disputaron un partido desempate en el que la Fiorentina ganó 1-0 y se clasificó a la Copa de la UEFA

|             |
| Campeón     |
| Inter Milan |
| 13º título  |

## Resultados
| Local \ Visitante | ASC | ATA | BOL | CES | COM | FIO | INT | JUV | LAZ | LEC | MIL | NAP | PES | PIS | ROM | SAM | TOR | VER |
| ----------------- | --- | --- | --- | --- | --- | --- | --- | --- | --- | --- | --- | --- | --- | --- | --- | --- | --- | --- |
| Ascoli            | —   | 3–1 | 1–0 | 1–1 | 2–0 | 1–1 | 1–3 | 1–1 | 0–0 | 1–1 | 0–2 | 2–0 | 0–1 | 0–1 | 0–3 | 2–2 | 1–0 | 3–0 |
| Atalanta          | 1–0 | —   | 2–0 | 5–1 | 1–1 | 0–1 | 1–1 | 0–0 | 3–1 | 0–0 | 1–2 | 1–1 | 0–0 | 1–0 | 2–2 | 1–0 | 1–0 | 2–2 |
| Bologna           | 1–0 | 1–1 | —   | 2–2 | 1–0 | 1–0 | 0–6 | 3–4 | 0–0 | 2–1 | 1–4 | 1–1 | 1–0 | 1–0 | 0–1 | 0–0 | 2–0 | 0–0 |
| Cesena            | 2–1 | 0–0 | 2–0 | —   | 1–0 | 0–3 | 1–2 | 1–2 | 0–0 | 3–2 | 1–0 | 0–1 | 1–0 | 1–0 | 1–1 | 0–0 | 3–2 | 0–0 |
| Como              | 0–1 | 1–0 | 1–0 | 0–0 | —   | 3–2 | 1–2 | 0–3 | 2–1 | 2–1 | 1–1 | 0–1 | 1–0 | 1–1 | 0–1 | 0–2 | 2–3 | 1–1 |
| Fiorentina        | 2–1 | 1–1 | 0–0 | 4–1 | 3–1 | —   | 4–3 | 2–1 | 3–0 | 1–1 | 0–2 | 1–3 | 3–2 | 3–0 | 2–2 | 0–2 | 2–1 | 1–1 |
| Internazionale    | 3–1 | 4–2 | 1–0 | 1–0 | 4–0 | 2–0 | —   | 1–1 | 1–0 | 2–0 | 0–0 | 2–1 | 2–1 | 4–1 | 2–0 | 1–0 | 2–0 | 1–0 |
| Juventus          | 2–0 | 0–1 | 2–0 | 2–2 | 0–0 | 1–1 | 1–1 | —   | 4–2 | 1–0 | 0–0 | 3–5 | 1–1 | 3–1 | 2–1 | 0–0 | 1–0 | 3–0 |
| Lazio             | 0–0 | 0–1 | 0–0 | 0–0 | 1–1 | 1–0 | 1–3 | 0–0 | —   | 0–0 | 1–1 | 1–1 | 2–2 | 1–0 | 1–0 | 1–0 | 1–1 | 3–1 |
| Lecce             | 1–2 | 2–1 | 1–1 | 0–0 | 0–0 | 0–0 | 0–3 | 2–0 | 1–0 | —   | 1–1 | 1–0 | 1–0 | 1–0 | 0–0 | 1–0 | 3–1 | 0–0 |
| Milan             | 5–1 | 1–2 | 1–1 | 0–0 | 4–0 | 4–0 | 0–1 | 4–0 | 0–0 | 2–0 | —   | 0–0 | 6–1 | 0–0 | 4–1 | 0–0 | 2–1 | 1–1 |
| Napoli            | 4–1 | 1–0 | 3–1 | 1–0 | 3–2 | 2–0 | 0–0 | 2–4 | 1–1 | 4–0 | 4–1 | —   | 8–2 | 0–0 | 1–1 | 1–1 | 4–1 | 1–0 |
| Pescara           | 0–0 | 1–1 | 3–1 | 3–0 | 1–1 | 0–0 | 0–2 | 0–0 | 0–0 | 1–1 | 1–3 | 0–0 | —   | 0–0 | 0–0 | 0–1 | 2–0 | 0–0 |
| Pisa              | 0–0 | 0–1 | 0–2 | 1–0 | 3–1 | 0–0 | 0–3 | 1–4 | 1–1 | 1–1 | 0–2 | 0–1 | 1–1 | —   | 1–0 | 1–1 | 1–0 | 1–0 |
| Roma              | 1–1 | 2–1 | 1–1 | 1–0 | 1–0 | 2–1 | 0–3 | 1–3 | 0–0 | 1–1 | 1–3 | 1–0 | 1–3 | 2–1 | —   | 1–0 | 1–3 | 0–0 |
| Sampdoria         | 1–0 | 1–1 | 4–1 | 2–0 | 2–0 | 1–2 | 0–1 | 1–2 | 1–0 | 3–0 | 1–1 | 0–0 | 4–1 | 2–0 | 0–2 | —   | 5–1 | 2–1 |
| Torino            | 1–1 | 1–1 | 1–1 | 2–0 | 2–1 | 1–0 | 2–0 | 0–0 | 4–3 | 0–0 | 2–2 | 0–1 | 1–1 | 0–0 | 3–1 | 2–3 | —   | 1–1 |
| Verona            | 0–1 | 1–0 | 0–0 | 0–0 | 0–0 | 2–1 | 0–0 | 2–0 | 0–0 | 2–1 | 1–2 | 0–1 | 0–0 | 1–0 | 0–0 | 1–1 | 0–0 | —   |